# قيز كربي (شاهين دج)
قيز كربي هي قرية في مقاطعة شاهين دج، إيران. عدد سكان هذه القرية هو 643 في سنة 2006.